# Cancridae

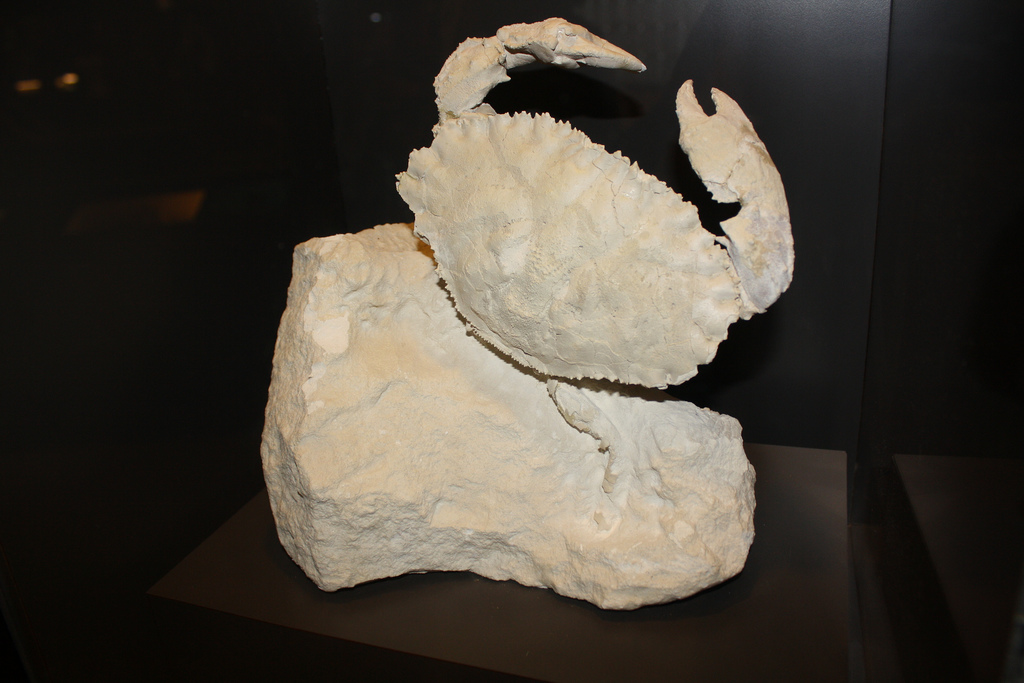
Wymarły Lobocarcinus sismondai

Cancridae – rodzina skorupiaków z rzędu dziesięcionogów i infrarzędu krabów.
Rodzinę tę wprowadził w 1802 roku Pierre-André Latreille pod nazwą Cancrides. Wraz z rodziną Atelecyclidae tworzy nadrodzinę Cancroidea. Cancridae dzieli się na dwie podrodziny: Cancrinae Latreille, 1802 i wymarłe Lobocarcininae Beurlen, 1930. Pierwsza z podrodzin znana jest od eocenu, druga tylko z eocenu i miocenu
Kraby te mają czułki wyposażone w mniej lub bardziej owłosione biczyki. Trzecia para ich szczękonóży zwykle nakrywa endostom. Mają karapaks o powierzchni gładkiej do silnie rzeźbionej, w obrysie szerszy niż dłuższy, szeroko owalny lub sześciokątny. Przednia krawędź karapaksu ma 4–6 kolców, a przednio-boczne krawędzie zwykle powyżej 8. Propodity obu par szczypiec są takiej samej lub podobnej wielkości i wyposażone są w gładkie, ziarenkowane lub kolczaste kile. Zwykle kolce, kile lub ziarenkowania występują też na palcach szczypiec. Ostatnia para pereiopodów nie jest pływna. Sternum jest wąskie, trójkątne, a u samców często sternity od trzeciego do piątego są ze sobą zlane.
Większość gatunków współcześnie żyjących zasiedla wody umiarkowanej strefy półkuli północnej.